# Frédéric Dupré
Pour les articles homonymes, voir Dupré.
Ne doit pas être confondu avec Frédéric Dupré (peintre).
Frédéric Dupré, né à Gand le 12 mai 1979, est un joueur de football belge qui occupe le poste de défenseur. Au cours de sa carrière, il remporte une fois la Coupe de Belgique avec Zulte Waregem. Il a mis un terme à sa carrière professionnelle en 2011 et joue depuis au KFC Herleving Sinaai, dans les séries provinciale.

## Carrière
Frédéric Dupré s'affilie à l'âge de huit ans au KAA La Gantoise, le principal club de sa ville natale, Gand. Il y joue dans toutes les catégories de jeunes pendant dix ans. En 1998, il est prêté pour une saison au KSV Audenarde, en première provinciale. Il décroche la montée en Promotion via le tour final provincial avec ce club puis revient à La Gantoise. Il est intégré au noyau professionnel de l'équipe et fait ses débuts officiels le 3 septembre 1999 en montant à un quart d'heure du terme face à Lokeren en Coupe de la Ligue. Il dispute seulement neuf rencontres au cours de la saison, toutes compétitions confondues, sans jamais être titulaire.
Frédéric Dupré poursuit alors sa carrière en Division 2 et joue d'abord une saison au KSV Roulers puis une autre à Heusden-Zolder avant de rejoindre le SV Zulte Waregem en 2002. Il trouve une place de titulaire dans son nouveau club et inscrit son premier but en match officiel le 14 septembre 2002 contre Denderleeuw. Après deux saisons terminées dans le top-5 du classement, il décroche le titre de champion de deuxième division en 2005, synonyme de montée par l'élite nationale. Pour leur première saison au plus haut niveau, Frédéric Dupré et ses équipiers surprennent tous les observateurs et remportent la Coupe de Belgique contre l'Excelsior Mouscron. Ce sera le seul trophée majeur dans la carrière du joueur.
Après la victoire en Coupe, il rejoint le Standard de Liège, où il avait signé un pré-contrat à la fin du mois d'avril. D'abord sur le banc lors des premiers matches de la saison, il prend définitivement la place d'Éric Deflandre après l'élimination du club au tour préliminaire de la Ligue des champions. Il termine la saison dans la peau d'un titulaire indiscutable sur le flanc droit de la défense et dispute une seconde finale de Coupe de Belgique consécutive, celle-ci perdue face au FC Bruges. La saison suivante est plus difficile pour lui, relégué sur le banc à la suite de l'arrivée du brésilien Marcos Camozzato. Pendant le mercato d'hiver, il rejoint le KSC Lokeren où il espère relancer sa carrière.
Frédéric Dupré retrouve du temps de jeu et une place de titulaire avec son nouveau club. Durant un an et demi, il conserve la préférence de son entraîneur pour occuper le poste d'arrière droit mais une blessure à la fin de la saison 2008-2009 l'écarte des terrains pendant plusieurs semaines. Il peut reprendre le championnat suivant mais après avoir accordé une interview durant laquelle il critique la direction du club, il est écarté du noyau professionnel par le président Roger Lambrechts. Il est toutefois réintégré cinq jours plus tard et fait son retour dans l'équipe deux semaines plus tard à la suite de la blessure de son remplaçant, Hassan El Mouataz et reste ensuite dans le onze de base jusqu'à la fin de l'année. Après la trêve hivernale, il reprend place sur le banc et ne dispute que quelques rencontres à la fin de la phase classique du championnat. Il se blesse alors de nouveau et est écarté pour plusieurs mois. À la reprise des entraînements, l'entraîneur le met à l'écart et le renvoie dans l'équipe réserve. En novembre 2010, il rompt son contrat d'un commun accord avec la direction du club et se retrouve libre de s'engager où il le souhaite. Il poursuit sa revalidation à Waasland-Beveren mais n'y signe pas de contrat. 
Frédéric Dupré décide de mettre un terme à sa carrière professionnelle en 2011 et rejoint le KFC Herleving Sinaai, un club évoluant en deuxième provinciale. Parallèlement, il devient entraîneur de jeunes à La Gantoise.

## Palmarès
- Vainqueur de la Coupe de Belgique en 2006 avec le SV Zulte Waregem.
- 1 fois champion de Belgique de Division 2 en 2005 avec le SV Zulte Waregem.

## Statistiques
| Saison                | Club                  | Championnat           | Championnat | Championnat | Coupe nationale | Coupe nationale | Coupe de la Ligue | Coupe de la Ligue | Compétition(s) continentale(s) | Compétition(s) continentale(s) | Compétition(s) continentale(s) | Total | Total |
| Saison                | Club                  | Division              | M.          | B.          | M.              | B.              | M.                | B.                | Comp.                          | M.                             | B.                             | M.    | B.    |
| 1998-1999             | KSV Audenarde         | 1re prov.             | -           | -           | -               | -               | 0                 | 0                 | -                              | 0                              | 0                              | 0     | 0     |
| 1999-2000             | KAA La Gantoise       | Jupiler League        | 7           | 0           | 1               | 0               | 1                 | 0                 | -                              | 0                              | 0                              | 9     | 0     |
| 2000-2001             | KSV Roulers           | Division 2            | 12          | 0           | 1               | 0               | 0                 | 0                 | -                              | 0                              | 0                              | 13    | 0     |
| 2001-2002             | Heusden-Zolder SK     | Division 2            | 9           | 0           | 1               | 0               | 0                 | 0                 | -                              | 0                              | 0                              | 10    | 0     |
| 2002-2003             | SV Zulte Waregem      | Division 2            | 34          | 4           | 1               | 0               | 0                 | 0                 | -                              | 0                              | 0                              | 35    | 4     |
| 2003-2004             | SV Zulte Waregem      | Division 2            | 27          | 2           | 1               | 0               | 0                 | 0                 | -                              | 0                              | 0                              | 28    | 2     |
| 2004-2005             | SV Zulte Waregem      | Division 2            | 32          | 3           | 3               | 2               | 0                 | 0                 | -                              | 0                              | 0                              | 35    | 5     |
| 2005-2006             | SV Zulte Waregem      | Jupiler League        | 30          | 4           | 7               | 1               | 0                 | 0                 | -                              | 0                              | 0                              | 37    | 5     |
| 2006-2007             | Standard de Liège     | Jupiler League        | 29          | 2           | 6               | 0               | 0                 | 0                 | C1+C3                          | 0+2                            | 0+0                            | 37    | 2     |
| 2007-2008             | Standard de Liège     | Jupiler League        | 3           | 0           | 0               | 0               | 0                 | 0                 | C3                             | 2                              | 0                              | 5     | 0     |
| 2007-2008             | KSC Lokeren           | Jupiler League        | 14          | 0           | 0               | 0               | 0                 | 0                 | -                              | 0                              | 0                              | 14    | 0     |
| 2008-2009             | KSC Lokeren           | Jupiler League        | 20          | 1           | 2               | 0               | 0                 | 0                 | -                              | 0                              | 0                              | 22    | 1     |
| 2009-2010             | KSC Lokeren           | Jupiler League        | 20          | 0           | 1               | 0               | 0                 | 0                 | -                              | 0                              | 0                              | 21    | 0     |
| 2010-2011             | KSC Lokeren           | Jupiler League        | 0           | 0           | 0               | 0               | 0                 | 0                 | -                              | 0                              | 0                              | 0     | 0     |
| Total sur la carrière | Total sur la carrière | Total sur la carrière | 237         | 16          | 24              | 3               | 1                 | 0                 | -                              | 4                              | 0                              | 266   | 19    |